# Шауров, Александр Алексеевич
Александр Алексеевич Шауров (16 августа 1931 — 25 декабря 2000) — советский военно-морской деятель, контр-адмирал, командир РПКСН К-137 «Ленинец», первой советской атомной подводной лодки второго поколения.

## Биография
Окончил Рижское Нахимовское военно-морское училище (1950 год), 1-е Балтийское высшее военно-морское училище (Ленинград).
Помощник командира ПЛ К-16 (проект 658М, введена в строй в декабре 1961 года)
Командир 2-го экипажа ПЛ К-137 «Ленинец» (проект 667А, июль 1965 — сентябрь 1970).
Участвовал в проработке размещения базы советских подводных лодок на Кубе (1970).
Начальник штаба 41-й дивизии подводных лодок (Северный флот, 1974—1976).
Командир 339-й отдельной бригады строящихся подводных лодок (Беломорская ВМБ, июль 1976—1980).
Начальник 93-го учебного центра ВМФ (г. Палдиски, 1980 — декабрь 1988).
В запасе с 1989 года.
Похоронен на Серафимовском кладбище (Санкт-Петербург), рядом с захоронением погибших на АПЛ «Курск».

## Награды
- Орден Красного знамени
- Орден Красной Звезды
- Орден «За службу Родине в Вооруженных Силах СССР» III степени